# Uitiuhtuan
Uitiuhtuan is een bestuurslaag in het regentschap Kupang van de provincie Oost-Nusa Tenggara, Indonesië. Uitiuhtuan telt 636 inwoners (volkstelling 2010).